# Unión Baloncesto La Palma
El U.B. La Palma fue un Club de baloncesto de España con sede en Santa Cruz de La Palma, Islas Canarias y que militaba  en la Liga Adecco LEB Oro por sexta temporada consecutiva y estuvo quince años en diversas categorías nacionales. 
Disputaba sus encuentros como local desde la temporada 2010/11 en el Pabellón Roberto Rodríguez Estrello de Santa Cruz de La Palma con capacidad para unos 2150 espectadores, que sustituyó al más modesto Insular de Miraflores.

## Historia
Fue fundado en 1978 tras la desaparición del C.B. La Palma con la denominación de "Asociación de Amigos del Baloncesto de La Palma", siendo su primer presidente D. Andrés Pérez Ortega. En la temporada 96/97 consiguió el ascenso a la Liga EBA durante la Fase disputada en el Pabellón de Miraflores. En la 98/99 se proclamó campeón de la Liga EBA, mientras que en la temporada siguiente se hizo con el subcampeonato. 
En la campaña 00/01 se convirtió en uno de los fundadores de la LEB-2. Al finalizar la temporada 02/03 ascendió a la LEB tras adquirir los derechos federativos de la Universidad Complutense, categoría en la que ha permanecido hasta la fecha. En la campaña 03/04 disputó por primera vez los play-offs de ascenso a la ACB, además de tomar parte en la Copa del Príncipe disputada en Zaragoza. Al finalizar la campaña 07/08 ocupó la penúltima posición (17.ª), lo que suponía la pérdida de categoría, aunque finalmente se mantuvo en la LEB Oro debido a los problemas económicos de Cantabria y Huelva. Consumó la desaparición de su equipo sénior el 6 de julio de 2012 tras arrastrar una seria crisis económica, que se acentuó con la falta de apoyos de las instituciones. El equipo sigue compitiendo en categorías de formación.

## Historial Liga
| Temporada | Categoría             | Nivel | Puesto | Balance | Playoff                   | Copa                      |
| 1994-1995 | 2.ª División Canarias | 3     | 5.º    |         |                           |                           |
| 1995-1996 | 2.ª División Canarias | 3     | 3.º    |         |                           |                           |
| 1996-1997 | 2.ª División Canarias | 4     | 2.º    |         |                           |                           |
| 1997-1998 | Liga EBA Conf. Sur    | 3     | 8.º    | 12-14   |                           |                           |
| 1998-1999 | Liga EBA Conf. Sur    | 3     | 2.º    | 22-8    | Fase final (1º) (6-0)     |                           |
| 1999-2000 | Liga EBA Grupo B      | 3     | 1.º    | 22-4    | Final (2º) (2-1)          | Copa EBA (Semifinal)      |
| 2000-2001 | LEB 2                 | 3     | 3.º    | 20-10   | Semifinal (4º) (3-5)      | Copa LEB 2 (Semifinal)    |
| 2001-2002 | LEB 2                 | 3     | 4.º    | 18-12   | Semifinal (4.º) (4-5)     |                           |
| 2002-2003 | LEB 2                 | 3     | 3.º    | 21-9    | Cuartos final (5.º) (0-3) |                           |
| 2003-2004 | LEB                   | 2     | 7.º    | 18-16   | Cuartos final (7.º) (1-3) | Copa Príncipe (Semifinal) |
| 2004-2005 | LEB                   | 2     | 16.º   | 11-23   | PO descenso (3-1)         |                           |
| 2005-2006 | LEB                   | 2     | 10.º   | 16-18   |                           |                           |
| 2006-2007 | LEB                   | 2     | 11.º   | 16-18   |                           |                           |
| 2007-2008 | LEB ORO               | 2     | 17.º   | 12-22   |                           |                           |
| 2008-2009 | LEB ORO               | 2     | 14.º   | 14-20   |                           |                           |
| 2009-2010 | LEB ORO               | 2     | 10.º   | 16-18   |                           |                           |
| 2010-2011 | LEB ORO               | 2     | 10.º   | 16-18   |                           |                           |
| 2011-2012 | LEB ORO               | 2     | 8.º    | 19-15   | Cuartos final (9.º) (1-3) |                           |

| Leyenda                |
| Primer Nivel Nacional  |
| Segundo Nivel Nacional |
| Tercer Nivel Nacional  |
| Cuarto Nivel Nacional  |
| Primer Nivel Regional  |

### Datos del Club
- 0 Temporadas en Primer Nivel Nacional
- 9 Temporadas en Segundo Nivel Nacional
  - 4 Temporadas en LEB
  - 5 Temporadas en LEB Oro
- 6 Temporadas en Tercer Nivel Nacional
  - 3 Temporadas en Liga EBA
  - 3 Temporadas en LEB 2
- 0 Temporadas en Cuarto Nivel Nacional
- ¿?  Temporadas  Primer Nivel Regional
  - 3 Temporadas en   Segunda División Canarias

### Derbis en Categoría Nacional
| Rival: C.B. Canarias | Partidos: 16 |       |              |                  |
| Temporada            | Liga         | Nivel | Resul. Local | Resul. Visitante |
| -------------------- | ------------ | ----- | ------------ | ---------------- |
| 1.998/99             | Liga EBA     | 3     | 85-68        | 74-70            |
| 1.990/00             | Liga EBA     | 3     | 81-74        | 76-72            |
| 2.002/03             | LEB II       | 3     | 76-64        | 56-73            |
| 2.007/08             | LEB Oro      | 2     | 89-71        | 87-80            |
| 2.008/09             | LEB Oro      | 2     | 85-82        | 97-74            |
| 2.009/10             | LEB Oro      | 2     | 86-88        | 85-78            |
| 2.010/11             | LEB Oro      | 2     | 91-73        | 82-68            |
| 2.011/12             | LEB Oro      | 2     | 79-94        | 107-76           |

| Rival: Tenerife C.B. | Partidos: 10 |       |              |                  |
| Temporada            | Liga         | Nivel | Resul. Local | Resul. Visitante |
| -------------------- | ------------ | ----- | ------------ | ---------------- |
| 2.005/06             | LEB          | 2     | 89-68        | 65-62            |
| 2.006/07             | LEB          | 2     | 93-79        | 93-68            |
| 2.007/08             | LEB Oro      | 2     | 80-99        | 111-89           |
| 2.008/09             | LEB Oro      | 2     | 74-85        | 90-82            |
| 2.009/10             | LEB Oro      | 2     | 74-67        | 73-60            |

| Rival: C.B.Las Palmas | Partidos: 6 |       |              |                  |
| Temporada             | Liga        | Nivel | Resul. Local | Resul. Visitante |
| --------------------- | ----------- | ----- | ------------ | ---------------- |
| 1.997/98              | Liga EBA    | 3     |              |                  |
| 1.998/99              | Liga EBA    | 3     | 79-80        | 52-69            |
| 1.999/00              | Liga EBA    | 3     | 85-57        | 59-79            |

| Rival: C.B.San Isidro | Partidos: 2 |       |              |                  |
| Temporada             | Liga        | Nivel | Resul. Local | Resul. Visitante |
| --------------------- | ----------- | ----- | ------------ | ---------------- |
| 1.999/00              | Liga EBA    | 3     | 96-46        | 63-81            |

| Rival: C.B.Caleta de Fuste | Partidos: 2 |       |              |                  |
| Temporada                  | Liga        | Nivel | Resul. Local | Resul. Visitante |
| -------------------------- | ----------- | ----- | ------------ | ---------------- |
| 1.997/98                   | Liga EBA    | 3     |              |                  |

| Rival: C.B.Gran Canaria "B" | Partidos: 2 |       |              |                  |
| Temporada                   | Liga        | Nivel | Resul. Local | Resul. Visitante |
| --------------------------- | ----------- | ----- | ------------ | ---------------- |
| 1.999/00                    | Liga EBA    | 3     | 90-66        | 59'-54           |

## Plantilla 2011/12
| Pos. | Titular             | Banquillo       | Banquillo     |
| ---- | ------------------- | --------------- | ------------- |
| P    | Roeland Schaftenaar | Walter Tavares  |               |
| AP   | Luke Sikma          | Antonio Peña    |               |
| A    | Román Martínez      | Edwoud Kloos    |               |
| E    | Sebas Arrocha       | Joaquín Bonhome | Álex López    |
| B    | Óscar Alvarado      | Christian Díaz  | Fabio Santana |

- Entrenador: Carlos Frade